# Carlos Kenig
Pour les articles homonymes, voir Kenig.
Carlos E. Kenig, né le 25 novembre 1953 à Buenos Aires, est un mathématicien argentino-américain, qui mène ses recherches dans le domaine de l'analyse.

## Formation et carrière
Kenig est scolarisé à Buenos Aires. Il a obtenu son doctorat en 1978 à l'Université de Chicago auprès d'Alberto Calderón avec une thèse intitulée {\displaystyle H_{p}} spaces on Lipschitz Domains. Puis, il a été, de 1978 à 1980 instructeur à l'Université de Princeton, puis à l'Université du Minnesota, où il passe en 1983 professeur. À partir de 1985, il est professeur à l'Université de Chicago, où il est aujourd'hui professeur titulaire de la chaire "Louis Block Distinguished Service".
Kenig s'intéresse à l'analyse et aux équations aux dérivées partielles. Il a reçu en 2008 le Prix Bôcher pour ses travaux sur les équations aux dérivées partielles non linéaires dispersives, comme l'équation de Korteweg-de Vries ou l'équation de Schrödinger non linéaire. Dans l'éloge prononcé à la remise du prix sont cités ses travaux conjoints avec Frank Merle, Gustavo Ponce, Louis Vega et Alex Ionescu.
En 2015, il est membre du comité consultatif scientifique de l'Institut de mathématiques Clay.
Parmi ses étudiants notables, figurent Zhongwei Shen (en), Kin Ming Hui, Gigliola Staffilani et Panagióta Daskalopoúlou.

## Prix et distinctions
Kenig a obtenu une Bourse Guggenheim et une Bourse Sloan. Il est fellow de l'American Mathematical Society. Il a été conférencier invité au Congrès international des mathématiciens à Berkeley en 1986 (Carleman estimates, uniform Sobolev inequalities for second order differential operators and unique continuation theorems) et à celui de Pékin en 2002 (Harmonic measure and "locally flat" domains). Il a été élu en 2002 à l'Académie américaine des arts et des sciences. En 2010, il a prononcé une conférence plénière lors du Congrès international des mathématiciens à Hyderabad (The global behaviour of solutions to critical non-linear equations de dispersion). En 1984, il a reçu le Prix Salem. 
En 2008 il est lauréat du Prix Bôcher « pour ses importantes contributions à l'analyse harmonique, aux EDP, et aux EDP dispersives non linéaires » .
En 2014, il a été élu à l'Académie nationale des sciences. Kenig a été lauréat en 2017 des Colloque Lectures de l'American Mathematical Society. Il a été élu en juillet 2018 président de l'Union mathématique internationale pour la période 2019-2022.

## Publications
- Carlos Kenig, Harmonic analysis techniques for second order elliptic boundary value problems, AMS, 1994.
- Carlos Kenig, Jean Bourgain et Sergiu Klainerman, Mathematical aspects of nonlinear dispersive equations, Princeton University Press, 2007.
- Carlos Kenig, Luca Capogna et Loredana Lanzani, Geometric Measure- geometric and analytic points of view, AMS, 2005.
- Carlos Kenig et Panagiota Daskalopoulos, Degenerate Diffusions: Initial Value Problems and Local Regularity Theory, EMS Tracts in Mathematics, 2007.
- Cora Sadosky et Alberto Calderón, Harmonic Analysis and Partial Differential Equations: Essays in Honor of Alberto Calderón, University of Chicago Press, 1999 (ISBN 0-226-10456-7).
- Luis Vega et G. Ponce, Smoothing effects and local existence theory for the generalized nonlinear Schrödinger equations, vol. 134, Invent. Math., 1998, p. 489–545.
- L. Escauriaza et Vega, Ponce, Uniqueness properties of solutions to Schrödinger equations, vol. 49, Bull.Amer. Math. Soc., 2012 (lire en ligne), p. 415–442.